# ۶ اکتبر
۶ اکتبر در تقویم میلادی، دویست و هفتاد و نهمین (در سال‌های کبیسه دویست و هشتادمین) روز سال است. ۸۶ روز تا پایان سال باقی است.

## رویدادها
- ۶۸ (پیش از میلاد) - لوکولوس، کنسول روم نیروهای مهرداد ششم و تیگران دوم را در نبرد آرتاشات در نزدیکی آرتاشات شکست داد.
- ۱۸۸۹ - توماس ادیسون، مخترع آمریکایی اولین تصاویر متحرک که بعدها نام فیلم به خود گرفت را منتشر کرد.
- ۱۹۰۸ - امپراتوری اتریش-مجارستان، بوسنی و هرزگووین را ضمیمه خاک خود کرد.
- ۱۹۷۳ - با حمله مصر (با همراهی سوریه) به اسرائیل جنگ یوم کیپور آغاز شد.
- ۱۹۷۹ - پاپ ژان پل دوم به عنوان اولین پاپ از کاخ سفید دیدار کرد.
- ۱۹۸۱ - انور سادات رئیس جمهور مصر توسط یک اسلام گرای تندرو ترور شد.
- ۱۹۸۷ - کشور فیجی دارای حکومت جمهوری شد.
- ۲۰۰۰ - اسلوبودان میلوشویچ رئیس جمهور یوگسلاوی از مقام خود کناره گیری کرد.
- ۲۰۰۷ - جیمز لوئیس به عنوان اولین فرد تنها با کمک قوای انسانی سفر خود به دور دنیا را به پایان رساند.

1921 - جمهوری خود مختار خراسان که به رهبری محمد تقی خان پسیان شکل گرفته بود،با شکست و کشته شدن وی در جنگ با ایلات کرد به رهبری سردار معزز بجنوردی در حوالی قوچان به پایان رسید.

## زادروزها
- ۱۹۱۸ – آندره پیلت، رانندهٔ مسابقات فرمول یک اهل بلژیک (د. ۱۹۹۳)
- ۱۹۳۰ – آبراهام جی. تورسکی، روانپزشک، مرجع دینی و پژوهشگر آیین یهودیت اسرائیلی-آمریکایی (د. ۲۰۲۱)
- ۱۹۴۴ – کارلوس پیس، رانندهٔ مسابقات اتومبیل‌رانی فرمول یک اهل برزیل (د. ۱۹۷۷)
- ۱۹۵۱ – مانفرد وینکلهک، رانندهٔ مسابقات اتومبیل‌رانی فرمول یک اهل آلمان (د. ۱۹۸۵)
- ۱۹۸۳ – روبرت بنگش، دوچرخه‌سوار اهل آلمان

## درگذشت‌ها
- ۸۷۷ - شارل تاس، پادشاه فرانک غربی و امپراتور مقدس روم.
- ۱۰۱۴ - ساموئل، تزار بلغارستان.
- ۱۹۸۱ - انور سادات، سیاست‌مدار، نظامی و سومین رئیس جمهور مصر.
- ۲۰۱۹ – ریپ تیلور، بازیگر اهل ایالات متحدهٔ آمریکا (ز. ۱۹۳۵)

## مناسبت‌ها
- روز نیروهای مسلح در کشور مصر
- روز معلم در کشور سری لانکا
- روز نیروهای مسلح در کشور مونتنگرو